# Biaung
Biaung is een bestuurslaag in het regentschap Tabanan van de provincie Bali, Indonesië. Biaung telt 2134 inwoners (volkstelling 2010).